# شهرستان کاله
شهرستان کاله (به لاتین: Kale District) یک منطقهٔ مسکونی در میانمار است که در ناحیه زاگاین واقع شده‌است.